# Kröllwitz

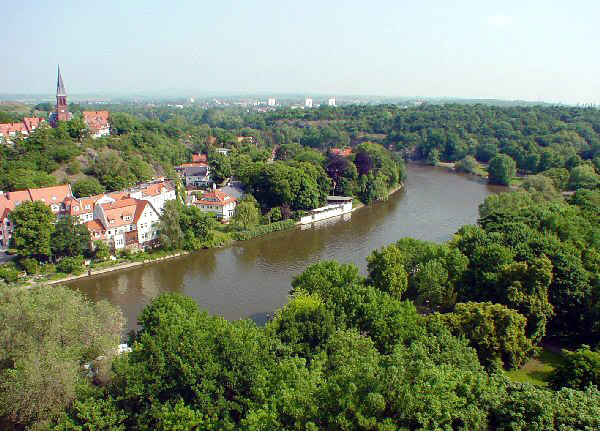
Blick vom Giebichenstein auf Kröllwitz

Kröllwitz ist ein Stadtteil im Stadtbezirk West von Halle (Saale) in Sachsen-Anhalt. Im Jahr 2021 hatte er 5.293 Einwohner.

## Geographie
Der Stadtteil Kröllwitz liegt am Ufer der Saale unmittelbar am Saaledurchbruch im Stadtbezirk West, gegenüber dem Stadtteil Giebichenstein mit der gut sichtbaren Burg Giebichenstein, die seit dem 20. Jahrhundert eine Kunsthochschule beherbergt.
Entlang der Saale befinden sich mehrere Felsen aus Rhyolith, der umgangssprachlich Porphyr genannt wird. Teile der Bebauung Kröllwitzes, so zum Beispiel die Petruskirche, stehen auf so einem Felsen. Im Norden des Stadtteils erhebt sich der 119 m hohe Ochsenberg, er ist bedeckt von einer Grünfläche. An seinem Saaleufer steht die alte Papiermühle von Kröllwitz, eine alte Fabrikruine, die einst durch ein Wehr der Saale angetrieben wurde. In dieser wurde Ecknelkenpapier unter der Leitung von Georg Christoph und Philipp Sebastian Ludwig Keferstein zwischen 1760 und 1804 produziert.
Auf der anderen Saaleseite im Osten liegen die Klausberge mit der Jahnhöhle, der Amtsgarten von Giebichenstein und der Stadtteil Trotha. Nach Süden bildet die Saale eine breite Aue, hier liegen die Peißnitzinsel, die ein Naturschutzgebiet beherbergt, und der Amselgrund.
Nach Westen grenzt der Straßenzug Brandbergeweg / Heideallee das Stadtviertel von Heide-Süd sowie vom Waldgebiet der Dölauer Heide ab. An der Grenze zu Heide-Süd liegt der Weinberg Campus mit Einrichtungen der Martin-Luther-Universität, und vielen wissenschaftlichen Instituten.
In Richtung Nordwesten liegen das Naturschutzgebiet Brandberge und die Kiesgrube Kröllwitz, dahinter setzt sich das Gelände in die Stadtteile Heide-Nord/Blumenau und Lettin fort.
Durch die Lage an der Saale wurden die flacheren Teile Kröllwitzes, wie die Talstraße, oft von Hochwässern heimgesucht, so zum Beispiel im Jahr 2013.

## Verkehr
Durch Kröllwitz führt der Straßenzug Kröllwitzer Straße / Dölauer Straße. Dieser ist über die Saale mit der Kröllwitzer Brücke mit Giebichenstein verbunden. Im Westen verbindet der Gimritzer Damm das Randgebiet von Kröllwitz mit der Nördlichen Neustadt. Diese Straße war Teil der Rennstrecke Halle-Saale-Schleife. Über die Nordstraße kann man nach Dölau, Lettin, Heide-Nord und weiter nach Salzmünde und in Richtung Harz gelangen.
Zwei Straßenbahnstrecken verbinden Kröllwitz mit der Altstadt von Halle und der Neustadt. Diese enden an der Endhaltestelle Kröllwitz am Rand der Dölauer Heide und führen einerseits nach Osten durch den Stadtteil und anderseits nach Süden am Rand des Stadtteils entlang. Außerdem verbinden zwei Buslinien Kröllwitz mit dem Nordwesten Halles.

## Geschichte

### Siedlungsbeginn bis zum 13. Jahrhundert

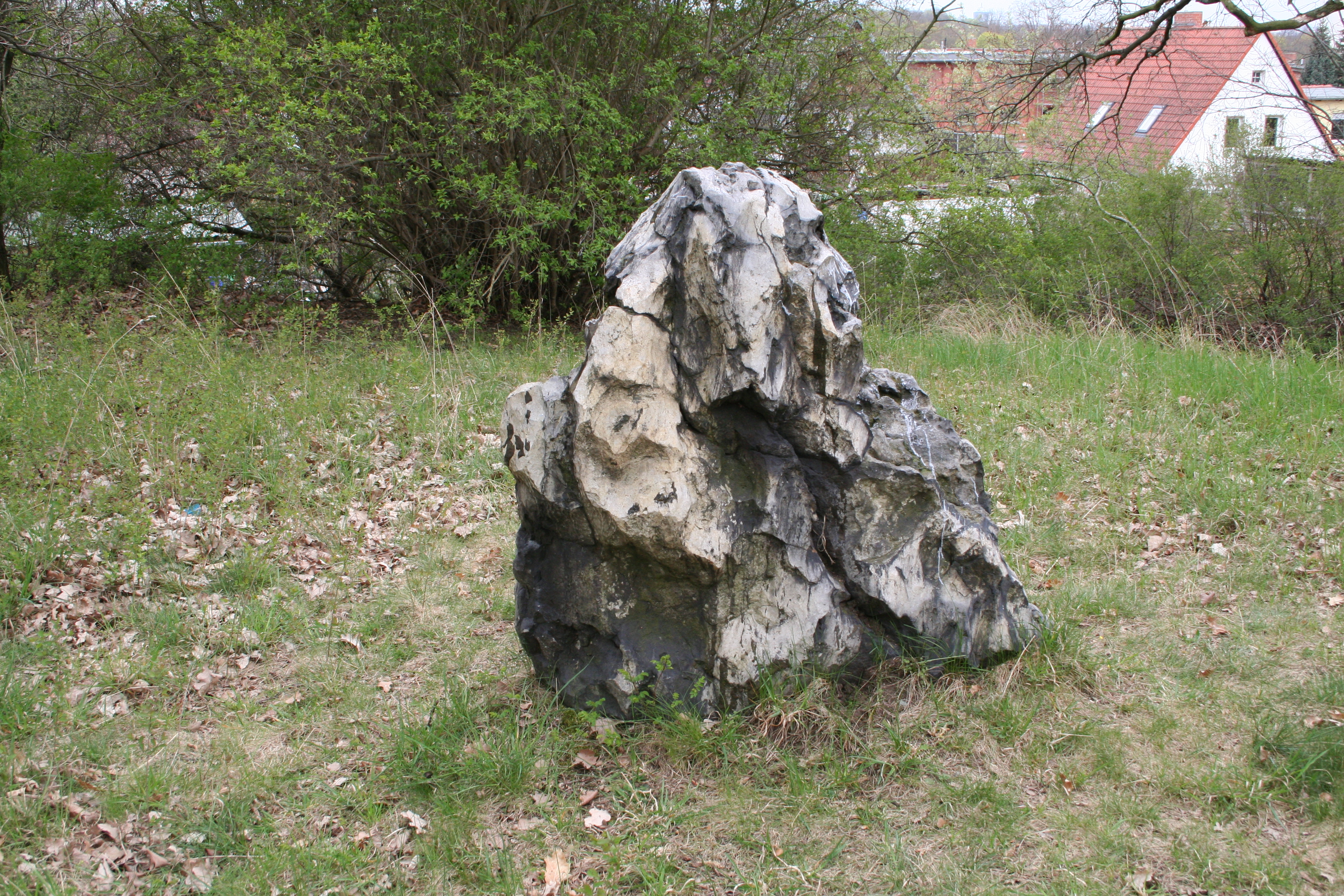
Menhir auf dem Grabhügel von Kröllwitz

Schon in der Jungsteinzeit war die Gegend um Kröllwitz besiedelt, davon zeugen ein Grabhügel am Universitätsklinikum, Grabhügel bei Lettin und eine Befestigungsanlage an der Bischofswiese aus der Baalberger Kultur (4100–3600 v. Chr.) und der Bernburger Kultur (3300–2800 v. Chr.).
Erstmals erwähnt wurde der Ort im Jahr 1291 als Crolewiz. Damals war Kröllwitz noch ein sorbisches Fischerdorf.
Zwischen Kröllwitz und Lettin lag im Mittelalter die heute wüste Siedlung Ersdorf.
Später, im Jahre 1714, wurde die Papiermühle am Saaleufer gebaut. Diese hatte durch chemische Experimente am Ende des 19. Jahrhunderts eine hohe Umweltverschmutzung verursacht.

### Zwischen dem 14. und dem Ende des 19. Jahrhunderts
Kröllwitz, bis 1815 in der Schreibweise „Cröllwitz“ gehörte zum Amt Giebichenstein im Saalkreis des Erzstifts Magdeburg. 1680 kam der Ort mit dem Saalkreis zum Herzogtum Magdeburg unter brandenburg-preußischer Herrschaft.
Mit dem Frieden von Tilsit wurde Cröllwitz im Jahr 1807 dem Königreich Westphalen angegliedert und dem Distrikt Halle im Departement der Saale zugeordnet. Der Ort gehörte zum Kanton Halle-Land. Nach der Niederlage Napoleons und dem Ende des Königreichs Westphalen befreiten die verbündeten Gegner Napoleons Anfang Oktober 1813 den Saalkreis. Bei der politischen Neuordnung nach dem Wiener Kongress 1815 wurde Kröllwitz im Jahr 1816 dem Regierungsbezirk Merseburg der preußischen Provinz Sachsen angeschlossen und dem Saalkreis zugeordnet.
Der Friedhof von Kröllwitz wurde 1899 eingerichtet.
Am 1. April 1900 wurde Kröllwitz nach Halle (Saale) eingemeindet.

## Politik
Die gleichzeitig stattfindende Europawahl 2019 und die Stadtratswahl in Halle (Saale) am 26. Mai 2019 brachten für den Stadtteil Kröllwitz folgendes Ergebnis hervor:
| Europawahl 2019 in Kröllwitz %3020100 23,7 %21,2 %11,3 %11,2 %10,9 %7,0 %4,3 %1,4 %1,0 %8,1 % GrüneCDUSPDLinkeAfDFDPPARTEITierschutzVoltSonst. | Stadtratswahl in Halle (Saale) 2019 in Kröllwitz %3020100 21,7 %21,3 %12,1 %9,3 %8,5 %8,3 %7,1 %7,0 %2,7 %2,0 % CDUGrüneLinkeAfDSPDHaHaMitBürgerFDPPARTEISonst. |

## Bauwerke und öffentliche Einrichtungen

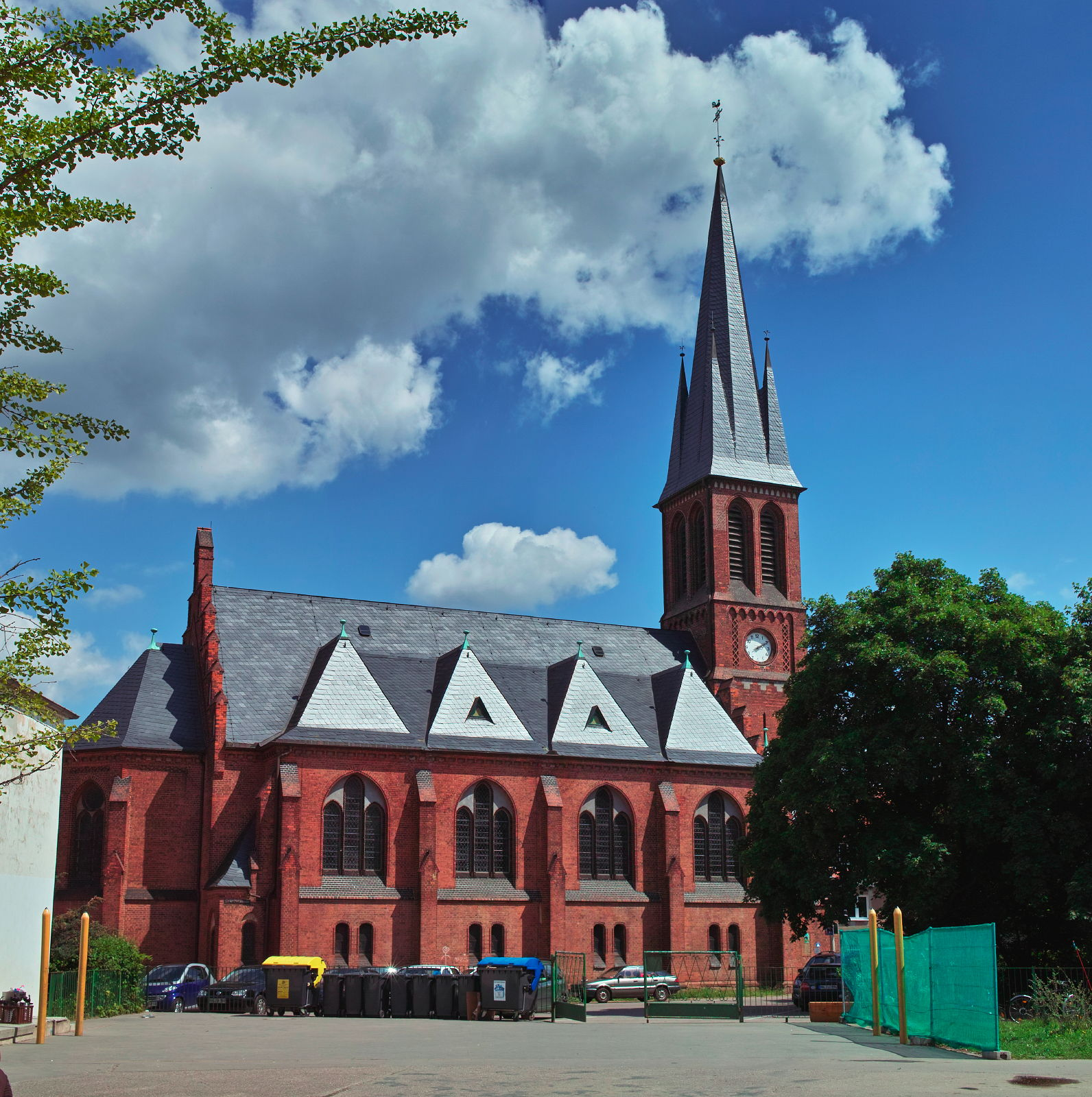
Petruskirche in Kröllwitz

Die im Bild gezeigte Petruskirche wurde im 19. Jahrhundert errichtet.
Das unter Denkmalschutz stehende Königliche Landgestüt Kreuzvorwerk wurde 1888 bis 1990 für die Pferdezucht genutzt und später zur Wohnanlage umgebaut.
Die Grundschule steht unmittelbar neben der Petruskirche im alten Ortszentrum.
Das Universitätsklinikum Halle (Saale) an der Ernst-Grube-Straße ist mit rund 2850 Mitarbeitern und 210 Auszubildenden das größte Krankenhaus der Stadt.
Seit 1994 zeigt der Kunstverein „Talstrasse“ regelmäßig Ausstellungen, bis 2014 wurde dafür eine Kunsthalle gebaut.
Nördlich des Universitätsklinikums befindet sich die Sporthalle Brandberge.
Nordwestlich von Kröllwitz wurde bis 1998 für 60 Millionen Euro eine große Kläranlage für die Stadt Halle gebaut.

## Söhne und Töchter des Ortes
- Gabriel Wilhelm Keferstein (1755–1816), Bürgermeister von Halle (Saale)
- Adolph Keferstein (1773–1853), Erfinder, Fabrikant und Papiermüller
- Gustav Adolf Keferstein (1799–1861), Pfarrer, Pädagoge und Musikschriftsteller
- Kurt Hempel (1894–?), Politiker und Ingenieur